# Die unglaubliche Reise in einer verrückten Zeitmaschine
Die unglaubliche Reise in einer verrückten Zeitmaschine (Originaltitel: The Late Philip J. Fry) ist eine Episode der US-amerikanischen Science-Fiction-Zeichentrickserie Futurama. Ihre Erstausstrahlung war am 29. Juli 2010 beim US-Sender Comedy Central; die deutsche Synchronfassung wurde am 3. Dezember 2011 bei ProSieben veröffentlicht. Das Werk wurde mit einem Emmy ausgezeichnet.

## Handlung
Durch seine ständige Unpünktlichkeit enttäuscht Fry seine Freundin Leela. Nachdem er sie sogar an ihrem Geburtstag versetzt hat, lädt er sie zur Wiedergutmachung zum Dinner in ein nobles Restaurant ein. Er wird jedoch von Prof. Farnsworth aufgehalten, der gemeinsam mit ihm und Bender seine neueste Erfindung testen will: eine Zeitmaschine. Beim Versuch, eine Minute in die Zukunft zu reisen, bringt der Professor die drei versehentlich ins postapokalyptische Jahr 10.000. Da die Maschine sich nur vorwärts in der Zeit bewegen kann, reisen sie immer weiter in die Zukunft, in der Hoffnung, die Menschheit werde eines Tages auch eine Maschine entwickeln, die Reisen in die Vergangenheit ermöglicht. Sie machen Halt in verschiedenen Perioden der künftigen Menschheitsgeschichte, etwa bei einem Krieg gegen rebellierende Maschinen oder in einer Zeit, in der die Menschen von Giraffen versklavt wurden.
Parallel dazu wird gezeigt, wie sich Leelas Leben ohne Fry weiterentwickelt: wie sie enttäuscht das Restaurant verlässt, Planet Express übernimmt und zu einem erfolgreichen Unternehmen ausbaut, aber nicht über Fry hinwegkommt.
Fry, Bender und der Professor reisen irgendwann so weit in die Zukunft, bis auf der Erde kein Leben mehr ist. Ohne weitere Hoffnung, in ihre Zeit zurückkehren zu können, beschließen sie, sich das Ende des Universums anzusehen. Nachdem das letzte Proton zerfallen ist, erleben sie zu ihrer Überraschung die Wiederentstehung des Universums in einem Big Bounce. Sie reisen weiter in die Zukunft, um in die Zeit zu gelangen, die ihrer eigenen entspricht. Der erste Versuch scheitert, nach einem zweiten Durchlauf (einschließlich abermaligem Ende des Universums und anschließendem Urknall) kommen sie genau an dem Moment an, in dem sie selbst in die Zeitmaschine stiegen. Bei der Ankunft zerstören sie ihre eigenen Alter Egos und deren Zeitmaschine.

## Produktion
Als siebte Episode der sechsten Produktionsstaffel ist Die unglaubliche Reise in einer verrückten Zeitmaschine die insgesamt 95. Episode von Futurama. Für das Drehbuch zeichnet Lewis Morton verantwortlich. Regie führte Peter Avanzino. Die Sprecher der Hauptcharaktere übernahmen teilweise auch Sprechrollen von Nebenfiguren.

## Veröffentlichung
Die Episode wurde am 29. Juli 2010 vom US-amerikanischen Fernsehsender Comedy Central veröffentlicht. Sie war die siebte Folge der sechsten Sendestaffel, die der sechsten Produktionsstaffel entspricht (vgl. hierzu Erstausstrahlung von Futurama). Die deutsche Synchronfassung wurde erstmals am 3. Dezember 2011 auf ProSieben gesendet.

## Auszeichnungen
Bei der Primetime-Emmy-Verleihung 2011 wurde für die Episode der Emmy in der Kategorie Outstanding Animated Program vergeben.